# شهرستان آکسفورد (انتاریو)
شهرستان آکسفورد، انتاریو (به انگلیسی: Oxford County) یک شهرداری منطقه‌ای در کانادا است که در انتاریو واقع شده‌است.

## خصوصیات
شهرستان اکسفورد ۱۰۵٬۷۱۹ نفر جمعیت دارد.

## نگارخانه

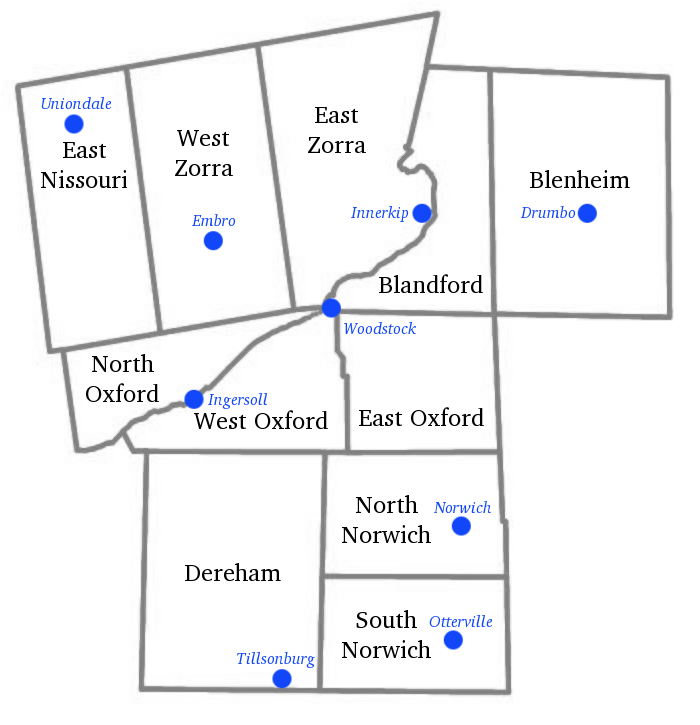
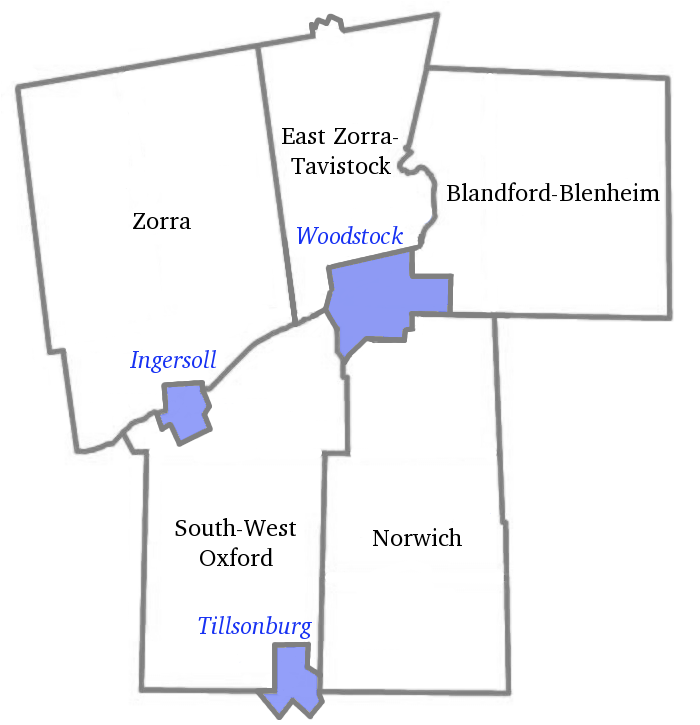